# East Cape, Antarktis
East Cape är en udde i Antarktis. Den ligger i Sydorkneyöarna. Argentina och Storbritannien gör anspråk på området.
Terrängen inåt land är huvudsakligen kuperad, men västerut är den bergig. Havet är nära East Cape åt nordost. Trakten är obefolkad.